# Ríg

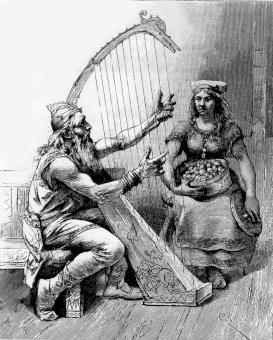
Rig.

Rig es un Æsir en la mitología nórdica descrito como «viejo y sabio, poderoso y fuerte» en el poema éddico Rígsthula (nórdico antiguo Rígsþula - Canción de Ríg).
Rig vagó a través del mundo y dio vida a los progenitores de las tres clases de seres humanos concebidas por el poeta. El menor de sus hijos heredó el nombre de «Rig» y el segundo hijo, Kon el joven o Kon ungr (konungr significa 'rey' en nórdico antiguo) también heredó el nombre o título de «Rig». El Rig mayor fue el primer monarca verdadero y el máximo fundador del estado de la realeza como aparece en la Rígsthula y en otras dos obras relacionadas. En las tres fuentes está conectado con los gobernantes primordiales daneses llamados Dan y Danp.
El poema Rígsthula se conserva incompleto en la última hoja superviviente del Codex Wormianus, a continuación de la Edda de Snorri Sturluson. Una pequeña introducción en prosa explica que el dios en cuestión era Heimdall, que vagaba a lo largo de la costa hasta que llegó a una granja donde se llamó a sí mismo Rig. Este nombre parece ser un caso oblicuo del antiguo irlandés rí, rig «rey», cognado de rex en latín y rajan en sánscrito.
Que Heimdall haya sido un ancestro, o un pariente, de la raza humana aparece en las dos primeras líneas del poema éddico Völuspá:
Pido de un oyente       de todas las santas razas

Mayores y menores,       parientes de Heimdall.

## Rígsthula
El Rígsthula cuenta cómo Rig se encontró con una granja, cuyo dueño era Ái (bisabuelo), y Edda (bisabuela). Le ofrecieron refugio y una escasa y pobre comida. Esa noche Rig durmió con ellos y luego partió. Nueve meses más tarde Edda dio a luz un niño svartan (oscuro). Lo llamaron Thræl (siervo, esclavo). Thræl creció fuerte pero feo. Se casó con una mujer llamada Thír (esclava) y tuvieron doce hijos y nueve hijas con nombres que sugerían fealdad y deformidad. De ellos provienen todos los esclavos.
Siguiendo su viaje, Rig se encontró con una agradable casa donde vivía un granjero/artesano, Afi (abuelo), con su esposa Amma (abuela). La comida era buena y la pareja dejó que Rig durmiera con ellos. Nueve meses más tarde tuvieron un hijo, llamado Karl (churl, hombre libre) cuya cara y pelo eran rojos. Karl se casó con una mujer llamada Snör (nuera) y tuvieron doce hijos y diez hijas, cuyos nombres sugerían buena apariencia o de buenos principios. Uno de los nombres era Smiðr (herrero). Este se convirtió en el ancestro de granjeros y pastores de rebaños.
Continuando con sus viajes, Rig llega hasta una mansión habitada por Faðir (padre) y Móðir (madre). Le dieron excelente comida servida espléndidamente y nueve meses más tarde Móðir dio a luz un hermoso niño llamado Jarl (de casta noble), cuyos cabellos eran rubios y era bleikr (blanco brillante). Cuando Jarl creció y comenzó a manejar armas y a hacer uso de halcones, perros de caza y caballos, Rig apareció y reclamó a Jarl como su hijo. Luego dio a Jarl su propio nombre, Rig, lo hizo su heredero, le enseñó las runas y le aconsejó que buscara un señorío.
A través de la guerra Jarl se convirtió en señor de dieciocho haciendas de mucha riqueza. También ganó la mano de Erna (dinámica), hija de Hersir (señor). Erna le dio once hijos a Rig-Jarl pero ninguna hija. Todos los hijos tenían nombres que denotaban importancia y se convirtieron en los ancestros de los guerreros nobles.
El hijo menor, llamado Kon, era el mejor de ellos. Él solo aprendió el arte de las runas y la magia y era capaz de entender el canto de los pájaros, apagar el fuego y curar las mentes. También tenía la fuerza de ocho hombres. Su nombre era «Kon el joven» (Konungr en nórdico antiguo). Kon, al igual que su padre, ganó el nombre o título de Rig.
Un día, cuando Konungr cabalgaba por el bosque cazando y atrapando pájaros, un cuervo le habló sugiriéndole que ganaría más si dejaba de cazar pájaros y daba batalla a sus enemigos y que debía buscar el palacio de Dan y Danp que tenían más riquezas que él. En ese punto el poema se interrumpe abruptamente.
Una boda de Kon ung en la familia de Dan y Danp parece ser donde el relato recomienza, así como se ve en otras dos fuentes que mencionan a este Rig. Según Arngrímur Jónsson de la pérdida saga Skjöldunga:
Rig (Rigus) fue un hombre no menor entre los más importantes de su época. Se casó con la hija de un tal Danp, señor de Danpsted, cuyo nombre era Dana; y más tarde, habiendo ganado el título real de su provincia, dejó como heredero al hijo que tuvo con Dana, llamado Dan o Danum, de quien todos sus súbditos se llamaron Danes.
Otra tradición aparece en el capítulo 20 de la saga de los Ynglingos, en la sección del Heimskringla de Snorri Sturluson. La historia trata sobre el rey Dyggvi de Suecia:
La madre de Dyggvi era Drótt, una hija del rey Danp, el hijo de Rig, quien primero fue llamado konungr en la lengua danesa. Sus descendientes de ahí en adelante  llevaron el título de konungr, título de más alta dignidad. Dygvi fue el primero de su familia en ser llamado konungr, y sus descendientes se llamaron dróttinn (jefe), sus esposas dróttning y su corte drótt (banda de guerra). Cada uno de su linaje fue llamado Yngvi, o Ynguni, y todo el linaje Ynglingar. La reina Drótt fue hermana del rey Dan Mikillati, de quien Dinamarca toma su nombre.
A pesar de las discrepancias genealógicas que pueden surgir imaginando que había más de un Danp y más de un Dan, el relato cuenta una tradición común sobre el origen del título konungr ('rey').
Kon Ung, cuyas habilidades mágicas son resaltadas, es tanto un gran guerrero como un mago, siendo quizás un rey sagrado. Dumézil (1958) señala que Kon solo representa la función sobrenatural, representada por la casta de brahmanes en la India, la función del flamen en Roma, los druidas en algunas culturas celtas y por el clero en los estados de la Europa medieval. En vez de tres estados clero, guerreros y plebeyos, con siervos por fuera del sistema, el Rígsthula presenta tres estamentos o castas en donde el clero está incluido en la clase guerrera e identificado con la realeza. También en Roma e India el color blanco era asignado a los brahmanes y sacerdotes y el rojo a los guerreros. Aquí los guerreros nobles están asociados con el blanco y los plebeyos con el rojo, en vez del verde, azul o amarillo que era común en otras culturas protoindoeuropeas. Dumézil ve esto como una adaptación germánica de su herencia indoeuropea.
El relato de Rígsthula puede ser una tentativa de armonizar diversos cuentos. Aunque Rig parece ser padre en las tres familias de los hijos nacidos nueve meses después de su partida, de hecho los hijos se parecen a sus padres en todos los aspectos y no está claro de qué forma eran especiales, excepto por el tercero. Pero la superioridad del tercer hijo es un elemento común en la leyenda y el folclore indoeuropeo.
El hecho de que el Rígsthula nombre las tres parejas como “Bisabuelo” y “Bisabuela”, “Abuelo” y “Abuela”, “Padre” y “Madre”, sugiere la idea de que Jarl, el primer noble verdadero, desciende en la cuarta generación a través de padres que superaron a sus propios padres y fundaron nuevas subclases cada vez mejores.